# Romeinse mol
De Romeinse mol (Talpa romana) is een zoogdier uit de familie der mollen (Talpidae). De wetenschappelijke naam van de soort werd in 1902 gepubliceerd door Oldfield Thomas. Het is een endemische soort in Zuid-Italië.

## Kenmerken
De soort lijkt veel op de Europese mol, maar is iets groter (126-165 millimeter lang) en heeft een bredere snuit. De Romeinse mol ziet het slechtst van alle Europese mollen, en heeft net als de blinde mol een membraan over zijn ogen. De Romeinse mol wordt 65 tot 120 gram zwaar en heeft een staart van 20 tot 32 millimeter.

## Leefwijze
De soort is qua gedrag en leefgebied gelijk aan de Europese mol, in bossen en graslanden tot 2000 meter hoogte. De verspreiding van de twee soorten overlappen niet.

## Voortplanting
In de lente worden drie tot vier jongen geboren. Als de Romeinse mol 10 tot 12 uur geen eten heeft gehad, gaat hij dood. De Romeinse mol wordt drie tot vier jaar oud.

## Ondersoorten
Er worden ongeveer vijf ondersoorten onderscheiden. De Balkanmol (Talpa stankovici) werd tot voor kort tot dezelfde soort gerekend.
- Talpa romana romana
- Talpa romana montana, Abruzzo en Molise
- † Talpa romana aenigmatica, Sicilië
- Talpa romana adamoi, Zuid-Centraal-Calabrië
- Talpa romana brachycrania, Lucania